# Патти Кейкс
Патти Кейкс (англ. Patti Cake$) — американская кинодрама 2017 года, полнометражный режиссёрский дебют Джереми Джаспера. Премьера ленты состоялась 23 января 2017 года на кинофестивале «Сандэнс». Фильм участвовал в Двухнедельника режиссёров на 70-м Каннском международном кинофестивале (2017).

## Сюжет
Патрисия Дамбровски, упитанная белая девушка, проживает в маленьком городке в Нью-Джерси и мечтает прославиться как рэпер. Её жизнь разваливается на плечах маминой неудачи и несчастья, а единственный, кто верит в талант девушки — только её бабушка.

## В ролях
- Мамуду Ати — Ублюдок[5]